# Golfo da Guiné

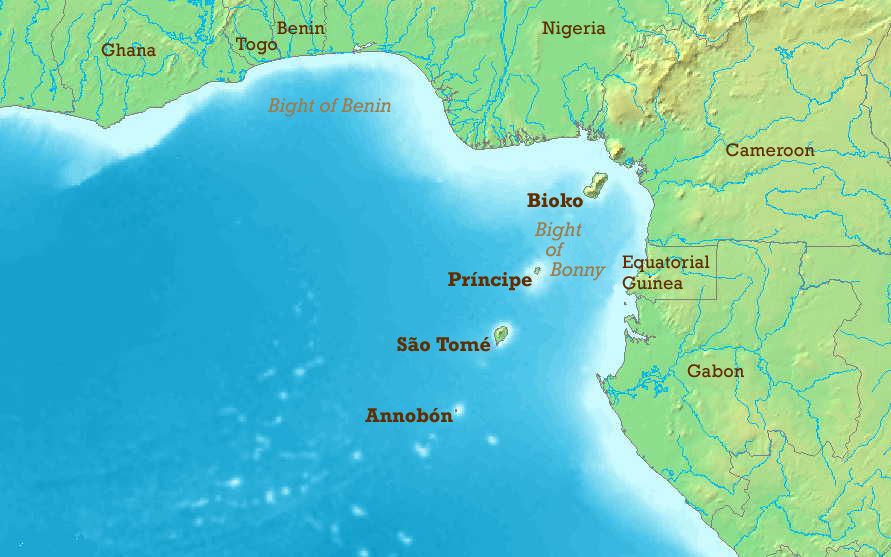
Mapa do golfo da Guiné

O golfo da Guiné é uma grande reentrância na costa ocidental de África, fazendo parte portanto do oceano Atlântico. O seu nome provém da denominação que os europeus deram àquela parte do continente africano: Baixa Guiné, sendo que "Guiné" era, provavelmente, uma referência a "Gana", que era o nome pelo qual os nativos chamavam a área anteriormente ocupada pelo Império do Mali. Mas dois dos países africanos que atualmente detêm aquele nome - a República da Guiné e a Guiné-Bissau - não partilham a costa deste golfo; apenas a Guiné Equatorial se encontra nesta região (outro território a que os europeus deram este nome é a Nova Guiné, uma grande ilha no oceano Pacífico). 

## Países
São os seguintes os países que partilham a costa do Golfo da Guiné (de noroeste para sudeste):
- Costa do Marfim
- Gana
- Togo
- Benim
- Nigéria
- Camarões
- Guiné Equatorial e
- Gabão (parte norte)

Neste golfo, encontram-se, ainda, várias ilhas:
- Bioko e Ano Bom, que fazem parte da Guiné Equatorial, e
- as ilhas de São Tomé e Príncipe.

E, nele, drenam três grandes rios:
- o rio Níger
- o rio Volta
- o rio Congo.

No golfo da Guiné, cruzam-se a Linha do Equador (0º de latitude) e o meridiano de Greenwich (0º de longitude).

## Pirataria
O Golfo da Guiné é umas das áreas mais perigosas para os marinheiros. Nesta área verificam-se numerosos casos de pirataria violenta nos navios, envolvendo o roubo dos produtos e/ou rapto dos membros dos navios. Só em 2015 foram reportados 54 ataques, sendo 48% desses ataques ocorridos em águas internacionais, e 15 casos de raptos que afetaram 44 marinheiros. Em 2016 morreram 23 pessoas em ataques de piratas.